# De Dion-Bouton 14/18 CV
Der De Dion-Bouton 14/18 CV war eine Pkw-Modellreihe des französischen Automobilherstellers De Dion-Bouton aus der Zeit vor dem Zweiten Weltkrieg. Dabei stand das CV für die Steuer-PS. Zu dieser Modellreihe gehörten:
- De Dion-Bouton Type EN (1913–1914)
- De Dion-Bouton Type EO (1913–1914)
- De Dion-Bouton Type EU (1913–1914)